# John Alen
John Alen (Cotteshall, Norfolk, 1476 — Dublin, 28 de julho de 1534) foi um advogado canônico inglês, Arcebispo de Dublin, e Chanceler da Irlanda.

## Vida
Alen nasceu em Cotteshall, Norfolk. Os Alans eram um clã numeroso e seis de seus primos se estabeleceram na Irlanda, incluindo seu homônimo John, que foi Lorde Chanceler, por sua vez. Foi educado em Oxford e Cambridge, e se formou em Cambridge, e passou alguns anos na Itália, em parte, em Roma, para estudos para tratar de negócios do Arcebispo da Cantuária William Warham. Foi ordenado sacerdote em 25 de agosto de 1499, e obteve vários benefícios paroquiais até 1522, quando atraiu a atenção do Cardeal Wolsey, ao auxiliá-lo nas questões da supressão dos mosteiros menores. Como tal, sua conduta, diz James Gairdner, "deu origem a protestos consideráveis, e reclamações sobre ela foram feitas ao rei".
Alen continuou a receber promoções eclesiásticas, auxiliando Wolsey em suas funções de legado papal, entre outras coisas na petição instituída pelo cardeal contra o rei em maio de 1527, pela qual foi procurado em primeiro lugar para ter o casamento com Catarina de Aragão declarado inválido sem o seu conhecimento. No verão do mesmo ano, acompanhou o cardeal em sua missão na França e, finalmente, (agosto de 1528) foi recompensado com a sede arquiepiscopal de Dublin. Ao mesmo tempo, foi nomeado pelo rei, Chanceler da Irlanda. Por um curto período, até a queda de Wolsey, Alen foi uma figura dominante na administração irlandesa, formando um dos membros de um "conselho interno de três" no Conselho Privado da Irlanda. Em 1532, Alan foi destituído do cargo de Chanceler por influência de Gerald FitzGerald, 9º Conde de Kildare.
Assim como o restante do clero inglês, teve que pagar uma multa pesada (1531) por violação do Statute of Provisors e Praemunire, em reconhecer a autoridade de legado papal de Wolsey e, que era, aos olhos do rei, um crime hediondo, e uma razão para o indiciamento do cardeal.

## Assassinato
O arcebispo Alen foi assassinado perto de Dublin, em 28 de julho de 1534. Como um ex-seguidor de Wolsey, ele era odiado pelos adeptos da grande casa irlandesa dos Kildare (Fitzgerald), cujo chefe, Gerald FitzGerald, 9º Conde de Kildare, tinha sido preso por ordem de Wolsey na Torre de Londres entre 1526 e 1530, e novamente, pelo rei, no início de 1534. Logo, um falso rumor se espalhou pela Irlanda, de que o conde tinha sido condenado à morte, e o arcebispo foi morto em consequência disso por dois empregados de seu filho, o famoso "Silken Thomas" Fitzgerald. 
Não parece que o Lorde Thomas contemplou o crime ou o aprovou. Ele depois enviou o seu capelão a Roma para obter a absolvição dele em decorrência da excomunhão sofrida por este assassinato.

## Obras
Alen escreveu um tratado sobre o pálio, Epistola de pallii significatione activa et passiva, por ocasião da sua recepção deste símbolo pontifício, e outro De consuetudinibus ac statutis in tutoriis causis observandis. Parece também ter sido um homem de hábitos metódicos, uma vez que os arquivos da Arquidiocese anglicana de Dublin ainda preservam dois registros importantes feitos por sua ordem, o Liber Niger, ou Livro Negro, e o Repertorium Viride, ou Repertório Verde, ambos chamados, segundo o costume da época, pela cor da capa. O primeiro é um cartulário da arquidiocese, ou uma coleção de seus documentos mais importantes, e o último, uma descrição completa da sé como era em 1530. Sir James Ware escreve sobre Alen que "ele era de um espírito turbulento, mas um homem de hospitalidade e de conhecimento, e um investigador diligente em antiguidades."